# Факус
Факу́с (араб. Факус) — город в Египте, в юго-восточной части дельты Нила, в провинции Эш-Шаркия. Население составляет 78 405 жителей (2006 год).

## История названия
Согласно арабской традиции, считается, что название появилось во времена фараона Яхмоса I, который, собираясь на войну с гиксосами, обошёл все египетские города для сбора оружия. Факус был единственный город, который смог поставить на войну 2000 луков (по-арабски альфакоус, الفاقوص). В дальнейшем название трансформировалось в Факус.

## Достопримечательности
- Пер-Рамсес — столица древнего Египта, 9 км к северу.

## Экономика
Факус — сельскохозяйственный центр. Предприятия пищевой промышленности, деревообработки, маслобойни, швейная и текстильная промышленность, производство бумаги и строительных материалов.

## Район
Район Факус занимает площадь 485,3 км². Район включает в себя 11 сельских общин, к которым относится 62 деревни и 728 мелких поселений. В районе развито земледелие и птицеводство.